# Émile-Louis Julhès

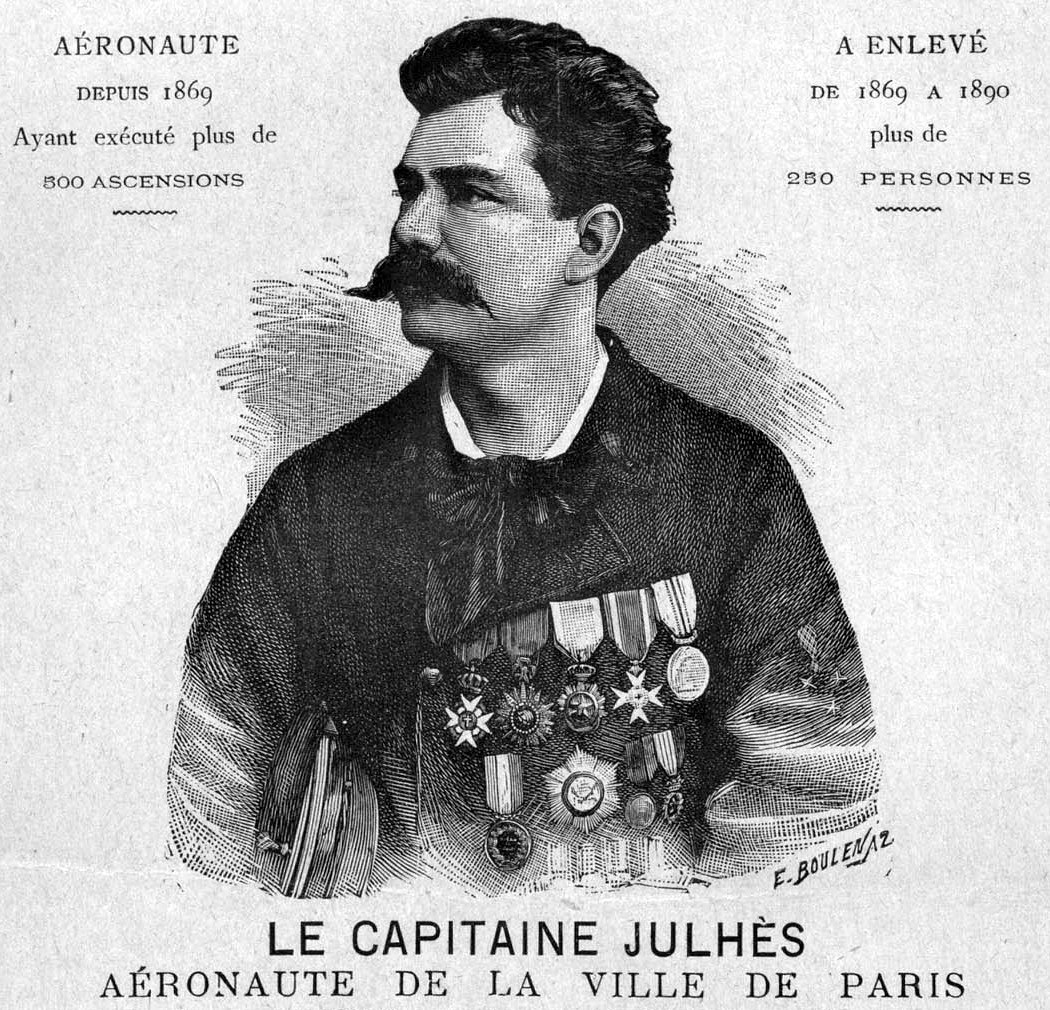
Émile-Louis Julhès

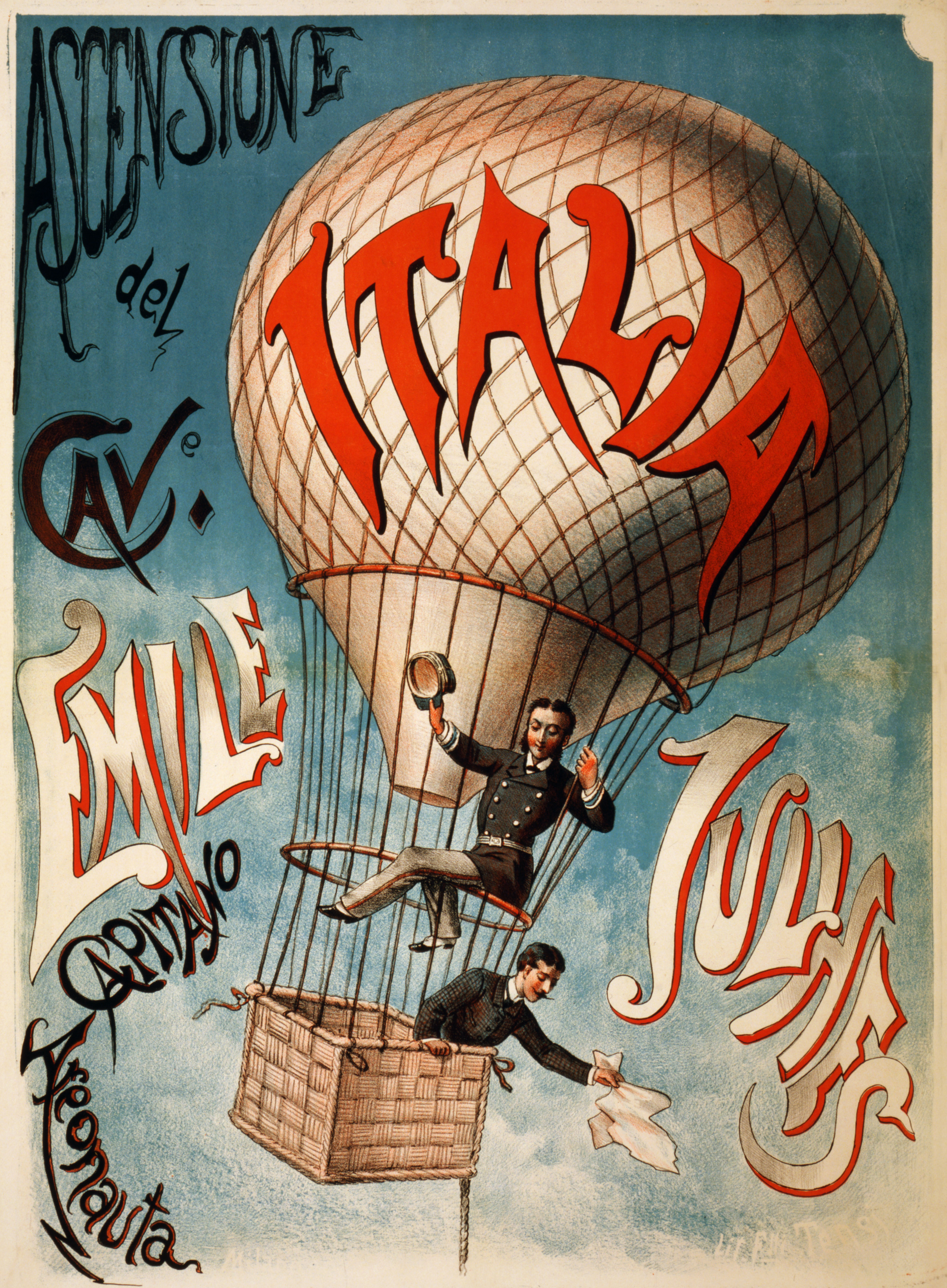
Émile-Louis Julhès auf einem italienischen Plakat der 1880er Jahre

Émile-Louis Julhès (* 12. März 1855 in Menetou-Salon, Frankreich; † 14. Juli 1895 in Le Havre, Frankreich) war ein französischer Ballonfahrer und Pionier der Luftfahrt im ausgehenden 19. Jahrhundert.
Er wurde am 12. März 1855 in Menetou-Salon als Sohn des Klempners Étienne Julhès und dessen Ehefrau Françoise Gibert geboren. Er unternahm seine erste Ballonfahrt im Alter von 14 Jahren in Arles. In den 1880er Jahren entwarf Émile-Louis Julhès Ballons, trat auf großen Jahrmärkten und nationalen sowie internationalen Ausstellungen auf (Allgemeine Italienische Ausstellung Turin 1884, Weltausstellungen Paris 1889 und Chicago 1893) und bot dem Publikum neben Ballonfahrten auch pyrotechnische Luftspektakel an. Zudem verkaufte er Gas- und Heißluftballons aus eigener Fertigung.
Zu seinen bekanntesten Aufstiegen zählt eine Ballonfahrt 1884 über Turin mit Margherethe von Savoyen, der Königin von Italien. Julhès führte Ballonfahrten über weite Distanzen durch, darunter eine Überquerung der Straße von Gibraltar im Jahr 1879. Bis 1890 hatte er schon über 500 Ballonaufstiege absolviert und über 250 Passagiere mitgenommen. Zu seinen Schülern zählt Francesco Cetti, der erste Ballonpilot Norwegens. Dieser wiederum gab sein Wissen an die Polarforscher Salomon August Andrée und Eivind Astrup weiter.
Für seine Leistungen erhielt Julhès mehrere Auszeichnungen, darunter den Orden Nischan el Iftikhar (Tunesien, 1879), den Orden der Christusritter (Portugal, 1881) und den Orden des Befreiers (Venezuela). Am 14. Juli 1895 verunglückte Julhès bei einem öffentlichen Aufstieg in Le Havre, nachdem er kurzfristig für einen verhinderten Piloten eingesprungen war. Er starb wenige Tage später an den Folgen seiner Verletzungen.

## Werke
- Historique des ballons depuis 1773 jusqu’à 1883. Imprimeur Wallon, Vichy 1883 (französisch).
- La conquête de l’air depuis 1783 jusqu'à la catastrophe de „l’Arago“. Imprimeur parisienne, Paris 1888 (französisch).